# Козик Ярослав Васильович
Ярослав Васильович Козик (нар. 3 листопада 1980, УРСР) — український  колишній  футбольний арбітр ФІФА, судив матчі Прем'єр-Ліги до 2024го року.

## Кар'єра
1998 року розпочав арбітраж регіональних змагань, після чого обслуговував матчі чемпіонату України серед аматорів.
На професіональному рівні став судити матчі з 2004 року у Другій лізі, з 2008 року — Першій, а з 2010 року обслуговує матчі Прем'єр-ліги.
Арбітр ФІФА з 2013 до 2021 року, обслуговував матчі Ліги Європи УЄФА